# Eumeta cervina
Eumeta cervina är en fjärilsart som beskrevs av Druce 1888. Eumeta cervina ingår i släktet Eumeta och familjen säckspinnare. Inga underarter finns listade i Catalogue of Life.